# Camp Tre Kronor
Namnet Camp Tre Kronor har nyttjats två gånger vid svenska internationella insatser.
Första gången var under insatsen med UNEF, United Nations Emergency Force under insatsen på Sinaihalvön/Gazaremsan.
Andra gången var under den svenska insatsen med Sjukhuskompaniet i Somalia.